# Josef Pühringer
Josef Pühringer ([ˈjoːzɛf ˈpyʀɪŋɐ]ⓘ; ur. 30 października 1949 w Traun) – austriacki polityk, działacz Austriackiej Partii Ludowej (ÖVP), od 1995 do 2017 starosta krajowy Górnej Austrii.

## Życiorys
Ukończył w 1976 prawo na Uniwersytecie w Linzu. W trakcie studiów pracował jako nauczyciel religii. Od 1976 był zatrudniony jako urzędnik w departamencie kultury administracji regionalnej Górnej Austrii. Zaangażował się w działalność polityczną w ramach Austriackiej Partii Ludowej. Wybierany na radnego miejskiego w Traun, od 1985 do 1988 był zastępcą burmistrza tej miejscowości. Od 1979 uzyskiwał także mandat posła do landtagu Górnej Austrii. Obejmował różne stanowiska w ramach ÖVP, w 1995 stanął na czele regionalnych struktur tego ugrupowania. W marcu 1995 został starostą krajowym Górnej Austrii. Urząd ten sprawował do czasu swojej rezygnacji w kwietniu 2017.